# ريتشارد أ. كوهن
ريتشارد أ. كوهن (بالإنجليزية: Richard A. Cohen)‏ هو معالج نفسي وكاتب أمريكي، ولد في 1952 في الولايات المتحدة.